# Scolopax bukidnonensis
Scolopax bukidnonensis je vrsta ptiča iz družine kljunačev, ki je bila prvič opisana leta 2001.
Prve primerke so ujeli leta 1960 na filipinskem otoku Luzon, a so jih takrat napačno določili za sloke (Scolopax rusticola). Šele po prvem zabeleženem oglašanju te ptice v letu 1993 ter po novih ujetih primerkih na otoku Mindanao v letu 1995 so znanstveniki ugotovili, da gre za novo vrsto.
S. bukidnonensis živi v gorskih gozdovih na otokih Mindanao in Luzon, na nadmorskih višinah nad 1000 metrov. Zaradi težke dostopnosti njegovega življenjskega okolja je na seznamu IUCN razvrščen med najmanj ogrožene vrste. Zaenkrat o vrsti ni veliko znanega.